# バンフ・スプリングス・ホテル
座標: 北緯51度9分47秒 西経115度33分43秒 / 北緯51.16306度 西経115.56194度

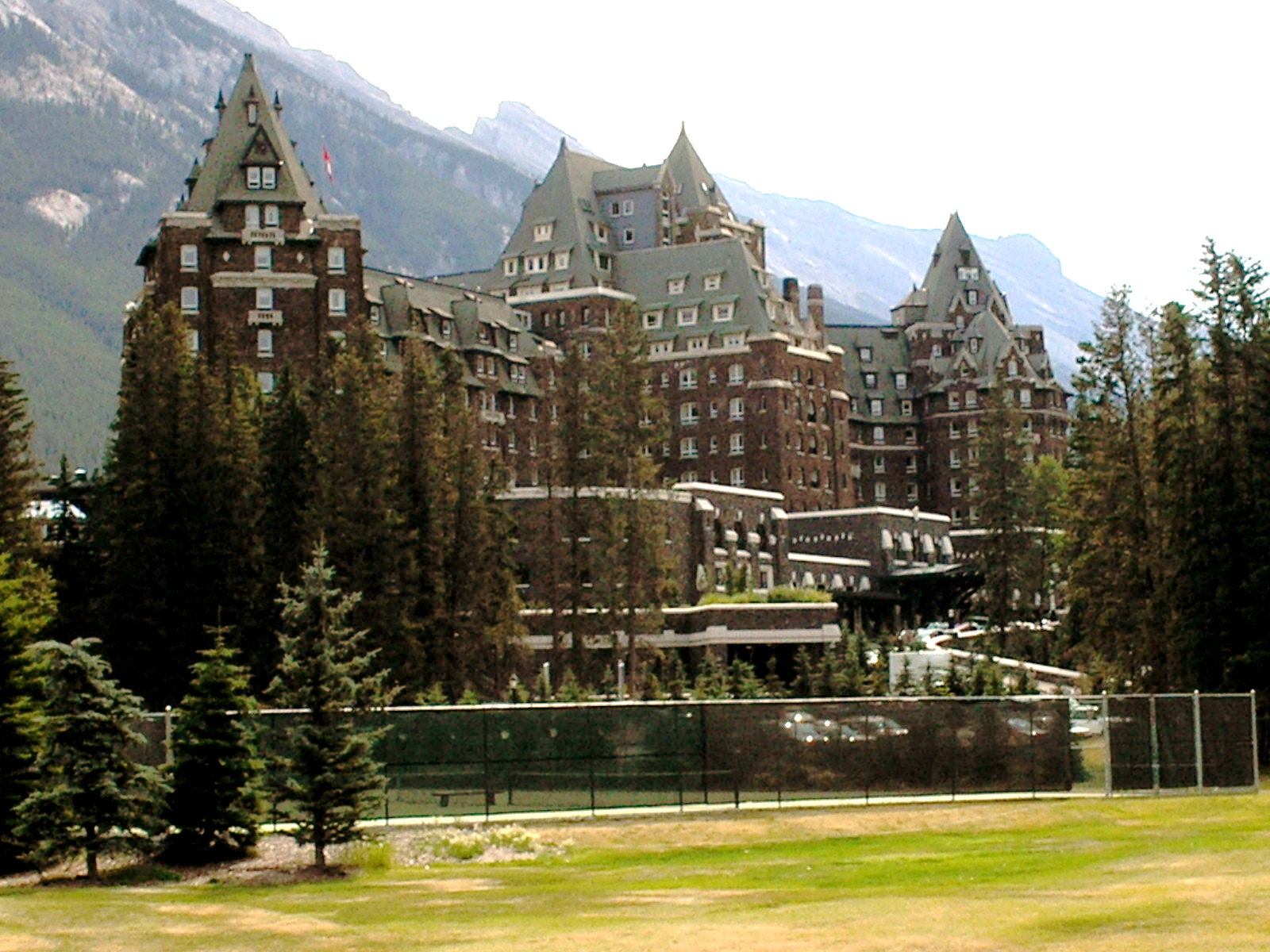
ホテルの近影

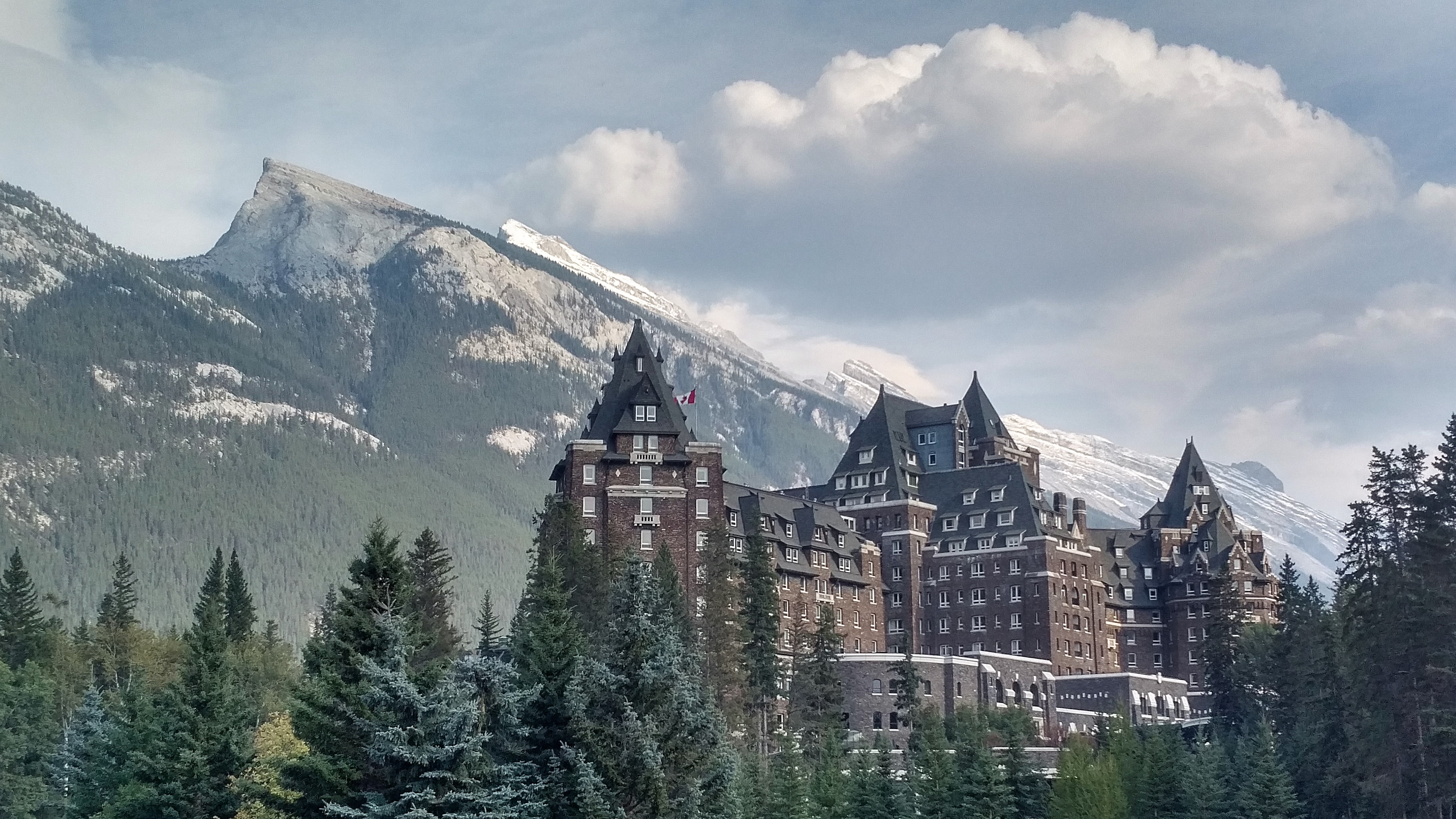
バンフ・スプリングス・ホテルとロッキー山脈

バンフ・スプリングス・ホテル（The Fairmont Banff Springs）は、カナダのカナディアン・ロッキー山中、アルバータ州のバンフ国立公園のリゾート地に立地するホテルである。国定史跡に制定されている。

## 概要

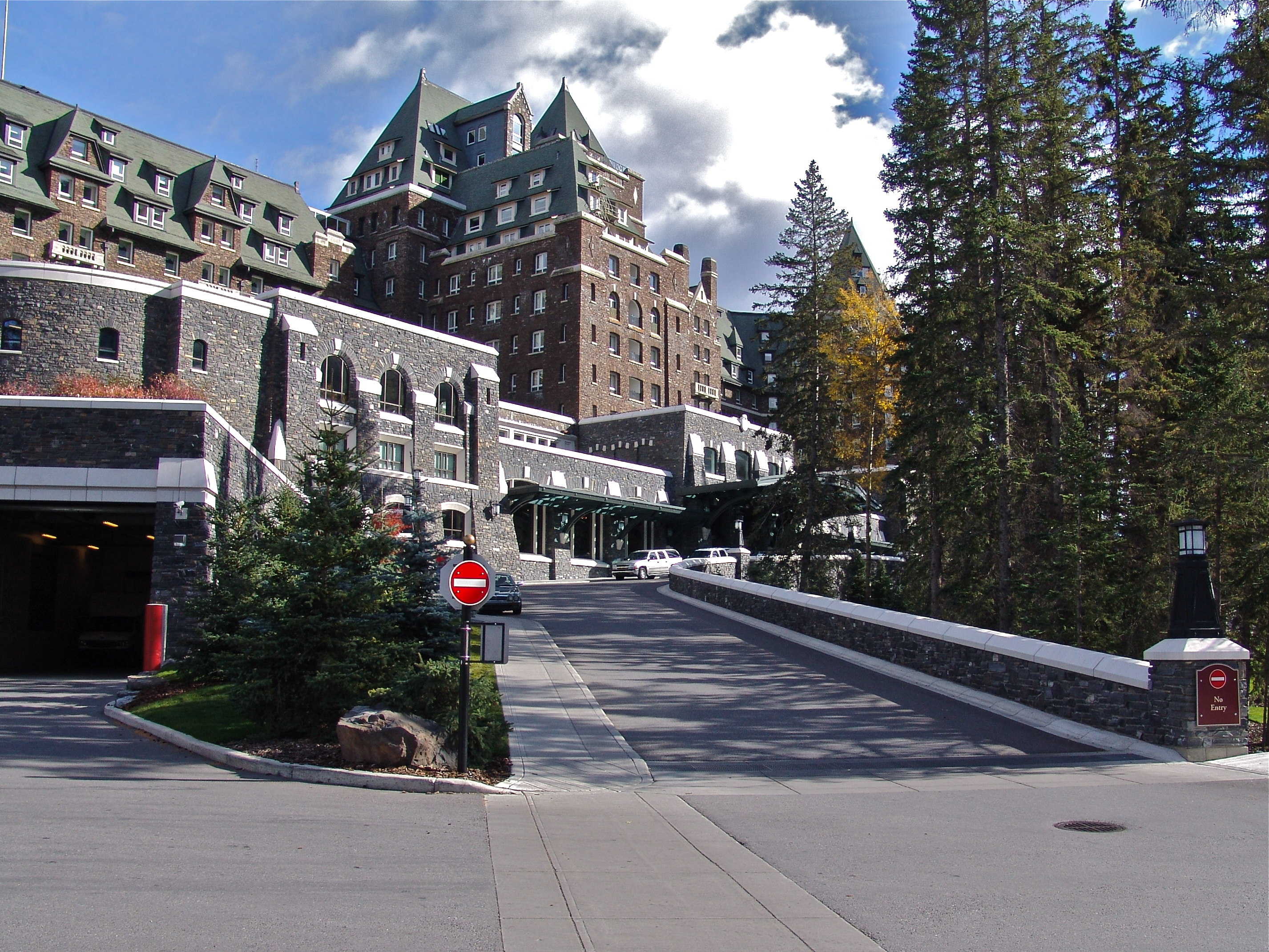
シャトーエスク様式

世界有数のリゾート・ホテルの1つとされ、併設されるゴルフ・コース（27ホール）も川に沿った自然の地形を利用しており評価が高い。
カナダ太平洋鉄道（CPR：Canadian Pacific Railways）のウィリアム・コーネリアス・ヴァンホーン（William Cornelius Van Horne）が鉄道経営と併行し、19世紀後半から20世紀初頭にかけて各地に建設したホテル・チェーン（CPH：Canadian Pacific Hotels）のうち、滞在型リゾートの目玉として建設された。
峡谷沿いに川が蛇行する山間の盆地に拡がるバンフのリゾート・コミュニティの一画、ボウ川が滝となって落ちる場所を見下ろす山腹の森に壮観な外容を聳え立たせている。ホテルからは峡谷を隔てて、地層の露出するランドル山（2948m）の雄大な眺望を得ることができる。建物はブルース・プライス（Bruce Price）により「スコティッシュ・バロニアル（en:Scottish Baronial：スコットランドの男爵風）」と呼ばれるスタイルで設計され、ヴァンホーンがこれらのホテルをつくる際にイメージした、ヨーロッパのキャッスルやシャトーを思わせる巨大な外観で特徴づけられる。
1887年、カナダ初の国立公園指定に合わせ建設に着手、翌1888年に開業した。その後、元の木造による建物は1926年の火災で焼け落ちるが、1928年には現在の形に拡張し再建される。1954年には、ロバート・ミッチャムとマリリン・モンローが出演した映画『帰らざる河（River of No Return）』（O・プレミンジャー監督）のロケーションにも使われて有名になった。雪深い冬季には閉鎖されていたが、1968年に全館にわたり暖房設備が施されて以降、年間を通して営業されるようになった。フェアモント社の運営に渡って、新たに温泉施設などが追加されたが、従前の壮大さは失わないまでも、渓谷に面したエントランスとロビーの配置が変更された。この改装について、建築家は「私のホテルを改悪するのか?」といったそうである。
同じ設計家の手になる都市型ホテル「シャトー・フロンテナック」も州都ケベックのランドマークとして有名である。1999年には、CPR系のカナダ太平洋ホテルズ & リゾーツ社（CPHR：Canadian Pacific Hotels & Resorts、本社トロント）が、フェアモント・ホテルズ・アンド・リゾーツ社（Fairmont Hotels and Resorts）を買収、フェアモントのブランドでこれらのホテル経営にあたらせている。

## ギャラリー

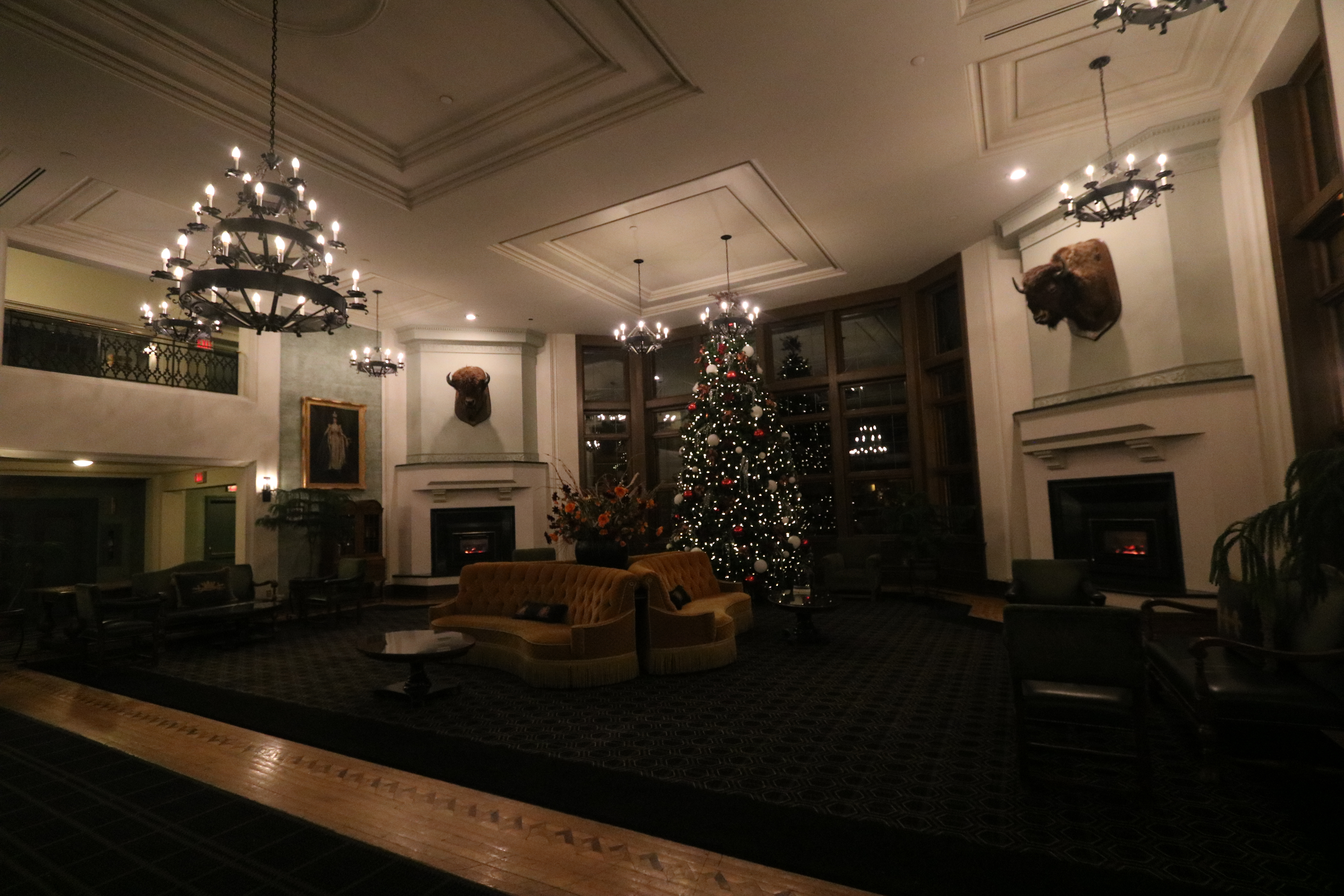
ホテル内装と人造大理石
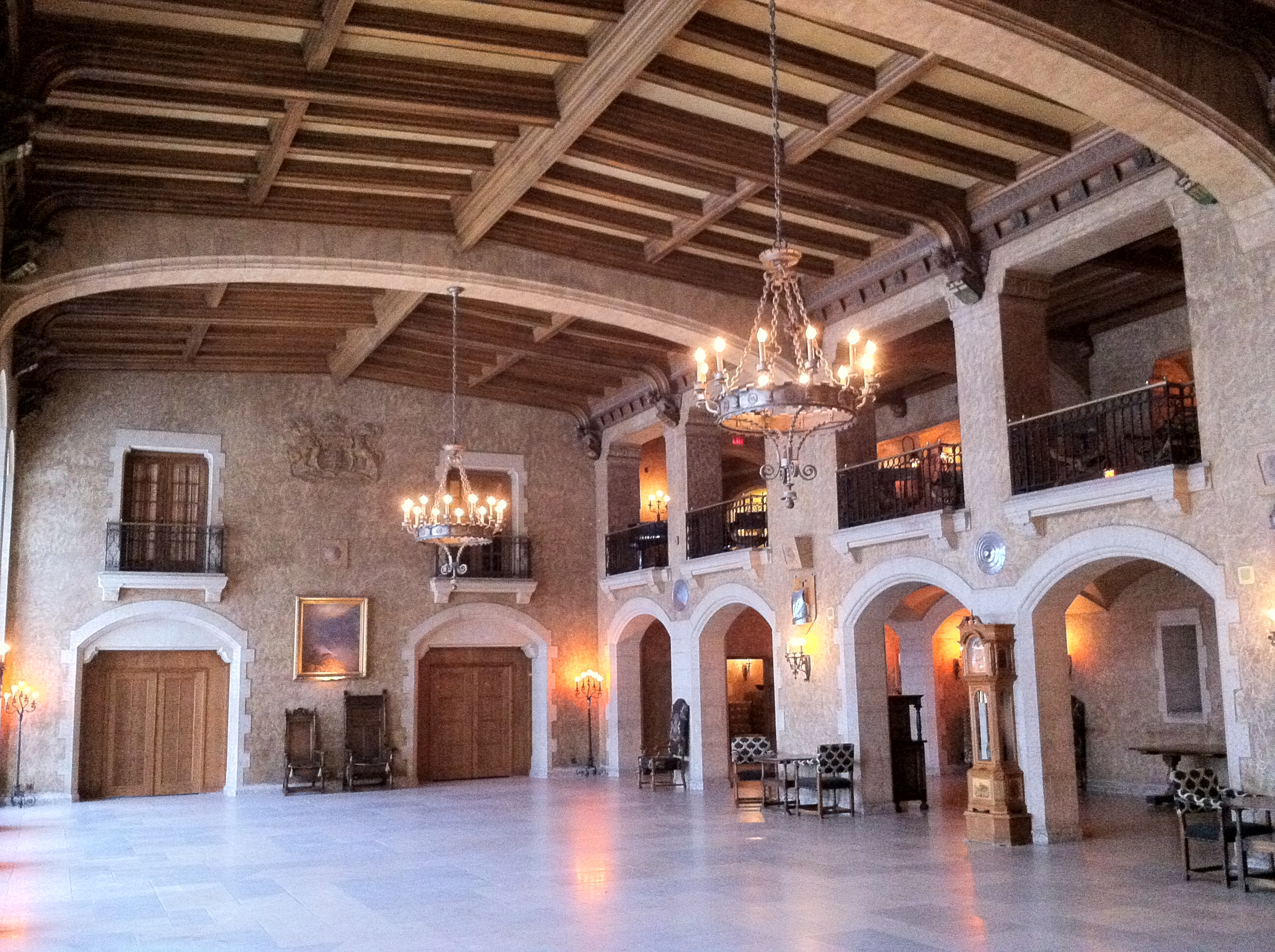
Mount Stephen Hall
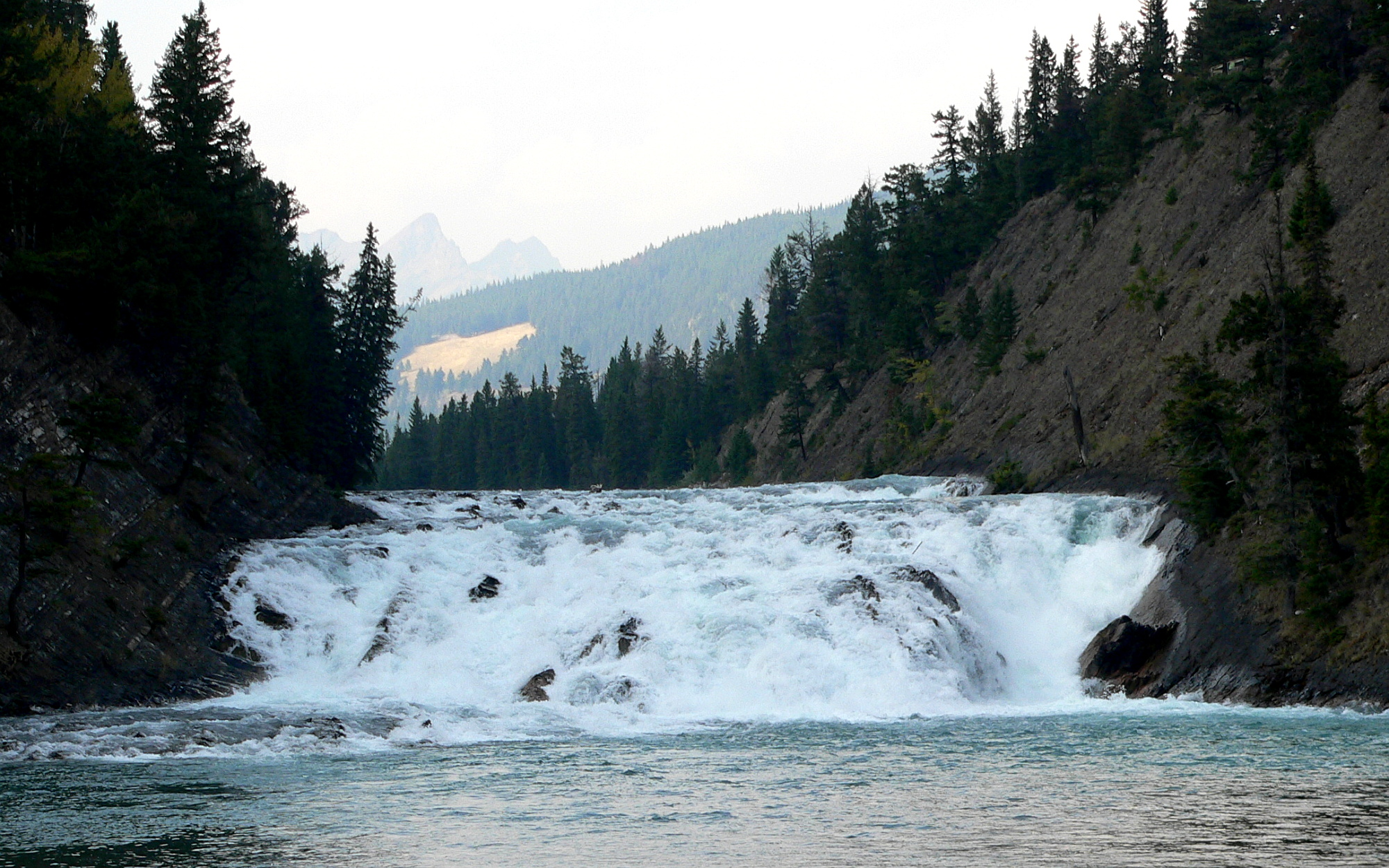
ホテルの近くにあるボウ滝
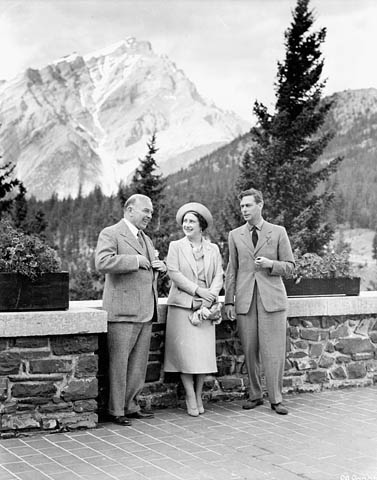
バンフ・スプリングス・ホテルでジョージ6世 (イギリス王)とエリザベス・ボーズ＝ライアン（1939年）